# Menandro Retore
Menandro Retore (in greco antico: Μένανδρος Ῥήτωρ?, Ménandros Rhétōr; ... – IV secolo) è stato un retore greco antico.

## Biografia
Due trattati incompleti su discorsi epidittici sono conservati sotto il suo nome, ma è generalmente considerato che non possono essere attribuiti allo stesso autore.  Bursian attribuisce il primo a Menandro, che lo scrisse nel IV secolo, e il secondo a un retore anonimo di Alessandria Troade, che forse visse al tempo di Diocleziano. Altri, dagli appunti inseriti sul manoscritto di Parigi, assegnano il primo a Genetlio di Petra in Palestina. 
Considerando la tradizione generale dell'antichità, che entrambi i trattati erano opera di Menandro, è possibile che l'autore del secondo non sia lo stesso Menandro menzionato dalla Suda dal momento che il nome è abbastanza comune nella successiva letteratura greca. Il primo trattato, intitolato Stili epidittici (Διαίρεσις τῶν Ἐπιδεικτικῶν), discute sui diversi tipi di discorsi epidittici; il secondo, Sui discorsi epidittici (Περὶ Ἐπιδεικτικῶν), ha titoli speciali per ogni capitolo.

## Edizioni
- Leonhard von Spengel, Rhetores graeci, III, pp. 329-446
- Conrad Bursian, Der Rhetor Menandros und seine Schriften, in Abhandl. der bayer. Akad. der Wissenschaften, XVI (1882).
- Donald Andrew Russell e Nigel Guy Wilson (edd.), Menander Rhetor. Oxford: Clarendon Press, 1981.